# Akira Kurosawa
Akira Kurosawa (en japonès: 黒澤 明, Kurosawa Akira) (23 de març de 1910 - 6 de setembre de 1998) fou un director de cinema japonès, productor de pel·lícules i guionista. És possiblement el director japonès més reconegut i ha influït profundament sobre diverses generacions d'especialistes del món del cinema. La crítica cinematogràfica el considera un dels millors directors de cinema de tots els temps i és considerat com un dels cineastes més importants i influents de la història del cinema. El 1989, va ser guardonat amb l'Oscar Lifetime Achievement (Oscar honorífic) "pels èxits cinematogràfics que han inspirat, encantat, enriquit i entretingut el public i influenciat els cineastes d'arreu del món."

## Biografia

### Primers anys i entorn familiar
Va néixer el 23 de març de 1910 en el barri d'Omori, a Tòquio, i era el petit dels vuit fills d'una il·lustre família d'antics samurais, amb tres germans i quatre germanes grans. Els seus pares va ser Isamu i Shima Kurosawa; Shima Kurosawa, la seva mare, tenia quaranta anys en el moment del naixement d'Akira, i el seu pare Isamu, quaranta-cinc. Isamu, un antic militar, donà als seus fills una educació molt estricta. La infantesa d'Akira va quedar marcada per diversos fets dramàtics familiars, el terratrèmol de Kantō de 1923 i el suïcidi del germà que admirava més. Dels seus tres germans grans, un va morir abans que nasqués Akira i un que era gran ja havia marxat de casa. Una de les quatre germanes també havia abandonat la llar per formar la seva pròpia família abans del seu naixement. Una germana a la que anomenava "petita gran germana" va morir sobtadament quan tenia deu anys després d'una breu malaltia.
El pare va treballar com a director d'una escola de secundària al servei de l'exèrcit japonès. Financerament, la família estava per sobre de la mitjana. Isamu Kurosawa era un admirador de la cultura occidental, tant en les activitats esportives, algunes de les quals va dirigir, com pel que fa al cinema; portava la família per veure pel·lícules, que tot just es començaven a poder veure en els teatres japonesos. Més tard, quan la cultura japonesa es va allunyar de les pel·lícules occidentals, Isamu va seguir creient que aquest tipus d'obres eren una experiència educativa molt positiva.
A l'escola primària Akira es va animar a dibuixar i es va apassionar per la pintura sota la influència d'un dels seus professors que es va fixar en el seu talent. Tot i la seva vocació artística, més endavant es va negar a inscriure's a l'Escola de Belles Arts.
Va adquirir una sòlida cultura cinematogràfica gràcies al seu pare, un gran cinèfil i, sobretot, el seu germà gran Heigo que era un benshi (弁士 o katsudo-benshi 活動弁士), és a dir, un comentarista de pel·lícules mudes per al públic analfabet. Els seus dos germans grans, Heigo i Tachikawa havien tingut un profund impacte en ell. Heigo era molt intel·ligent, va guanyar diverses competicions acadèmiques, però tenia també el que podria denominar-se un "costat fosc" o "cínic". El 1923, el Gran terratrèmol de Kanto va destruir Tòquio i va matar 100.000 persones. Arran d'aquest esdeveniment, Heigo, 17, i Akira, de 13, van fer un recorregut a peu observant la devastació. Els cadàvers de persones i animals s'apilaven a tot arreu. Quan Akira va intentar girar el cap per evitar l'horror Heigo el va instar a no fer-ho; Akira comentà més tard que aquesta experiència li va ensenyar a saber mirar de cara el terror per poder derrotar la seva capacitat de causar por.
Durant la transició del cinema mut al cinema sonor, que al Japó es produí més tard que en altres llocs, els benshi van perdre el treball per tot el país. Heigo va organitzar una vaga de benshi que va fracassar. Akira també es va implicar en les lluites de sindicats, escrivint diversos articles per a un diari, al mateix temps que millorava i ampliava les seves habilitats com a pintor i llegia molta literatura. Quan Akira Kurosawa tenia 23 anys, el seu germà Heigo es va suïcidar. Quatre mesos més tard, el més gran dels germans de Kurosawa, també va morir, deixant a Akira, com l'únic supervivent dels quatre xicots de la família.
Akira es va casar amb l'actriu Yōko Yaguchi. Amb ella van tenir dos fills: un fill anomenat Hisao, que més tard arribaria a convertir-se en productor i treballaria amb el seu pare a diverses pel·lícules (Ran, Yume (Somnis), Hachigatsu no rapusodī aka Hachigatsu no kyōshikyoku (Rapsòdia a l'agost), i Mādadayo), i una filla anomenada Kazuko, futura dissenyadora del vestuari de pel·lícules.

### Carrera professional
Mentre que guanya la seva vida com a il·lustrador de llibres, el 1936 entra a la indústria del cinema com a ajudant de direcció de l'estudi "Photo Chemical Laboratory". Aprèn l'ofici amb la pràctica, al costat del director Kajiro Yamamoto de qui se separa el 1941. Ven alguns guions, però els productors els refusen.
En un clima de censura, realitza el 1943 la seva primera pel·lícula, Sugata Sanshiro, que és una adaptació de Tsuneo Tomita de la biografia del gran mestre de judo, pel·lícula que aconsegueix un èxit molt important al Japó. Durant la Segona Guerra Mundial va veure's forçat a dirigir obres cinematogràfiques de cara a la propaganda antinordamericana promoguda pel govern japonès, però ja en la postguerra va fer crítica de la societat japonesa especialment sobre l'immobilisme dels funcionaris.
El seu primer gran èxit internacional va ser Rashomon (1950), pel·lícula amb què va guanyar el primer premi a la Mostra de Venècia (Lleó d'or, 1951) i l'Oscar a la millor pel·lícula estrangera. Això va significar la seva consagració i el reconeixement del cinema japonès a nivell mundial.
Encadena els èxits amb L'idiota, Shichinin no Samurai, Tron de sang, Barba-roja, però també pateix uns moments difícils quan fracassa l'intent d'incorporar-se al cinema americà i amb el poc èxit de la seva primera pel·lícula en color, Dodeskaden. Això el porta, el 1971, a una temptativa de suïcidi.
Davant les dificultats per produir les seves pel·lícules al Japó, aconsegueix ser finançat per una societat soviètica, "Mosfilm", i realitza Dersu Uzala, que li permet recuperar el camí de l'èxit i el 1976 obté de nou l'Oscar a la millor pel·lícula estrangera. En les seves últimes pel·lícules rep el suport de personalitats com Serge Silberman, Francis Ford Coppola i George Lucas que li permet realitzar obres com Kagemusha (Palma d'Or al Festival de Canes de 1980), Ran o Madadayo.
El 1990 l'Acadèmia de Cinema nord-americana li atorgà l'Oscar honorari per la trajectòria de la seva carrera, i el 1994 se li concedeix el Premi de Kyōto. Morí el 6 de setembre de 1998 a Tòquio.

## Obra
Kurosawa tenia un estil i una tècnica cinematogràfica molt particular i distintiva, era molt perfeccionista i feia servir per exemple un encadenament entre escenes imitat, a tall d'homenatge, en la saga de pel·lícules Star Wars. Va rebre influències tant de la tradició oriental (teatres japonesos Kabuki, No) com de la cultura occidental (Shakespeare, Tolstoi i altres autors russos, i del director nord-americà John Ford).
A les seves obres, Kurosawa s'entestava a descriure o a fer una paràbola de la societat humana. Va descriure així la pobresa (Dodeskaden), la violència urbana (Gos salvatge), la malaltia i la immobilitat dels funcionaris (Viure), la destrucció del medi ambient (Somnis), la vellesa (Madadayo). Va fer igualment una crònica de l'època medieval (Shichinin no Samurai, Kagemusha, Ran, entre d'altres). A les seves pel·lícules, representa sovint escenes oníriques mitjançant l'ús, per exemple, de decoracions de seda pintada (Dodeskaden, Kagemusha, Madadayo).

### Els seus referents
Una característica notable de les pel·lícules de Kurosawa és l'amplitud i diversitat de les influències artístiques rebudes. Algunes de les seves pel·lícules estan basades en obres de William Shakespeare. A Ran, té com a referent El rei Lear; Tron de sang està basada en Macbeth, mentre que a The Bad Sleep Well (1960) es poden observar certs paral·lelismes amb Hamlet, tot i que no es basa en ella. Kurosawa també va dirigir adaptacions d'obres literàries russes, entre les quals destaquen L'idiota (1951) de Dostoievski, el seu autor favorit, i els Baixos fons (1957), de l'obra de Màxim Gorki. Ikiru està inspirada en l'obra de Lleó Tolstoi, La mort d'Ivan Ilitx. Dersu Uzala (1975) es va basar en les memòries del mateix títol escrites el 1923 per l'explorador rus Vladimir Arseniev. Les línies argumentals de Barba-roja (1965) es poden retrobar a Humiliats i ofesos de Dostoievski.
El cel i l'infern (1963) està basada en King's Ransom de l'escriptor policíac americà Ed McBain. Yojimbo pot haver estat inpirada en l'obra de Dashiell Hammett, Red Harvest (Collita roja), i també en els westerns americans. Kurosawa apreciava molt l'obra i l'estil de Georges Simenon i El gos rabiós va ser producte del desig de Kurosawa per fer una pel·lícula a l'estil de Simenon.
Entre les influències cinematogràfiques es poden incloure directors com Frank Capra, William Wyler, Howard Hawks, el seu mentor Kajiro Yamamoto, i el seu director favorit, John Ford, del qual Kurosawa imità l'hàbit d'usar ulleres fosques. Quan Kurosawa es va reunir amb Ford, el director nord-americà simplement li va dir: "Us agrada la pluja." Kurosawa va respondre: "Realment has estat prestant atenció a les meves pel·lícules." Més tard donaria instruccions a Yoshio Tsuchiya, un dels actors de Shichinin no Samurai, que recuperés el mateix barret que Ford va portar durant la reunió.
Malgrat les crítiques d'alguns sectors japonesos en el sentit que era "massa occidental", Kurosawa realment estava profundament influït per la cultura japonesa, així com pel teatre Noh i pel Jidaigeki (drama d'època), un gènere de cinema japonès.

### El llegat artístic
Unes quantes obres de Kurosawa van ser importants referents i van ser imitades. Shichinin no Samurai va ser transformada en la coneguda Els set magnífics (1960), i Rashomon va servir a Martin Ritt per realitzar The Outrage (L'atemptat) (1964). Vantage Point (2008) de Pete Travis també rep la influència de Rashomon.
Yojimbo va inspirar la pel·lícula de Sergio Leone Per un grapat de dòlars (1964) –amb Clint Eastwood–, com ho demostra una demanda guanyada per Kurosawa. Posteriorment es va produir un segon remake, L'últim home (1996), dirigida per Walter Hill i amb Bruce Willis de protagonista. Una altra pel·lícula imitada va ser Sanjuro, amb el remake dirigit per Yoshimitsu Morita, Tsubaki Sanjuro (2007).
Kakushi toride no san akunin (La fortalesa amagada) (1957) va inspirar una pel·lícula dirigida per Shinji Higuchi,Kakushi Toride no San-Akunin: The Last Princess (2008). També es reconeix la seva influència sobre Star Wars (La Guerra de les Galàxies) de George Lucas; en particular, Star Wars Episodi IV: Una Nova Esperança i Star Wars Episodi VI: El Retorn del Jedi i, en concret, en els personatges R2-D2 i C-3PO. A la saga de Star Wars, Lucas també fa servir una versió modificada d'un tipus de transició utilitzada per Kurosawa.
Entre els remakes inspirats en Ikiru, en Cel i terra, i Shichinin no Samurai, estan en curs. Un segon remake de Rashomon també està en el camí.
La llista dels següents directors són dels que hi ha constància que han rebut la influència de Kurosawa, o han expressat l'admiració pel seu treball:
- Satyajit Ray, el gran director indi (famós per la seva trilogia sobre Apu) i guanyador del premi Oscar Lifetime Achievement.
- Andrei Tarkovski[23][24]
- Ingmar Bergman:[25] "Ara, vull deixar clar que La font de la donzella, s'ha de considerar com una aberració. És d'interès turístic, una imitació pèssima de Kurosawa."[26]
- Federico Fellini:[27] Després d'haver vist només set samurais de l'obra de Kurosawa, que encara pensa que Kurosawa era "l'exemple més viu del que un autor de cinema ha de ser."[28]
- Bernardo Bertolucci, "les pel·lícules de Kurosawa i La Dolce Vita, de Fellini, són les coses que em va empènyer a ser un director de cinema."[29]
- Robert Altman[30][31]
- Sidney Lumet: "Kurosawa mai no va afectar directament en termes de la meva pròpia pel·lícula pren perquè mai no han suposat que jo era capaç que la percepció i la visió."[32]
- Sam Peckinpah: "M'agradaria ser capaç de fer un western com Kurosawa fa westerns."[33]
- Roman Polanski[34]
- Steven Spielberg[35]
- Martin Scorsese[35]
- George Lucas[18][35]
- Francis Ford Coppola[36] "Una cosa que distingeix Akira Kurosawa és que ell no va fer una obra mestra o dues obres mestres, que va fer, ja saps, vuit obres mestres."[37]
- Zhang Yimou: "altres cineastes tenen més diners, les tècniques més avançades, més efectes especials. No obstant això, ningú l'ha superat."[38]
- John Milius[39]
- Takeshi Kitano: "... la definició ideal de cinema: una successió d'imatges perfectes. I Kurosawa és l'únic director que ha aconseguit això."[40]
- John Woo:[41][42] "M'encanten les pel·lícules de Kurosawa, i em va inspirar molt d'ell. És un dels meus ídols i un dels grans mestres".[43]
- Werner Herzog:[44] "dels cineastes amb els quals sento algun parentiu Griffith, Murnau, Pudovkin, Buñuel i Kurosawa venen a la ment. Tot el que van fer aquests homes té el toc de grandesa."[45]
- Antoine Fuqua[46]
- Alex Cox[47]
- Spike Lee
- Sergio Leone: La seva pel·lícula Per un grapat de dòlars és un remake de Yojimbo de Kurosawa.
- Abbas Kiarostami[48]
- Quentin Tarantino

### Filmografia
| Any  | Títol                                    | Japonès            | Romanització                 |
| ---- | ---------------------------------------- | ------------------ | ---------------------------- |
| 1943 | Sanshiro Sugata                          | 姿三四郎           | Sugata Sanshirō              |
| 1944 | La més bella                             | 一番美しく         | Ichiban utsukushiku          |
| 1945 | Sanshiro Sugata II (segona versió)       | 續姿三四郎         | Zoku Sugata Sanshirō         |
| 1945 | Els homes que trepitgen la cua del tigre | 虎の尾を踏む男達   | Tora no o wo fumu otokotachi |
| 1946 | No enyorem la joventut                   | わが青春に悔なし   | Waga seishun ni kuinashi     |
| 1946 | Un diumenge meravellós                   | 素晴らしき日曜日   | Subarashiki Nichiyōbi        |
| 1948 | L'àngel ebri                             | 酔いどれ天使       | Yoidore Tenshi               |
| 1949 | Duel silenciós                           | 静かなる決闘       | Shizukanaru Kettō            |
| 1949 | El gos rabiós                            | 野良犬             | Nora inu                     |
| 1950 | Escàndol                                 | 醜聞               | Shubun                       |
| 1950 | Rashōmon                                 | 羅生門             | Rashōmon                     |
| 1951 | L'idiota                                 | 白痴               | Hakuchi                      |
| 1952 | Viure                                    | 生きる             | Ikiru                        |
| 1954 | Els set samurais                         | 七人の侍           | Shichinin no Samurai         |
| 1955 | Visc amb por                             | 生きものの記録     | Ikimono no kiroku            |
| 1957 | Tron de sang                             | 蜘蛛巣城           | Kumonosu-jō                  |
| 1957 | Baixos fons                              | どん底             | Donzoko                      |
| 1958 | La fortalesa amagada                     | 隠し砦の三悪人     | Kakushi toride no san akunin |
| 1960 | Els malvats dormen en pau                | 悪い奴ほどよく眠る | Warui yatsu hodo yoku nemuru |
| 1961 | Mercenari (Yojimbo)                      | 用心棒             | Yōjinbō                      |
| 1962 | Sanjuro                                  | 椿三十郎           | Tsubaki Sanjūrō              |
| 1963 | El cel i l'infern                        | 天国と地獄         | Tengoku to jigoku            |
| 1965 | Barba-roja                               | 赤ひげ             | Akahige                      |
| 1970 | Dodes'ka-den                             | どですかでん       | Dodesukaden                  |
| 1975 | Dersu Uzala                              | Дерсу Узала (Rús)  | Dersu Uzal (Rús)             |
| 1980 | Kagemusha                                | 影武者             | Kagemusha                    |
| 1985 | Ran                                      | 乱                 | Ran                          |
| 1990 | Somnis                                   | 夢                 | Yume                         |
| 1991 | Rapsòdia a l'agost                       | 八月の狂詩曲       | Hachigatsu no kyōshikyoku    |
| 1993 | Madadayo                                 | まあだだよ         | Mādadayo                     |

## Premis
- 1951 – "Lleó d'Or" (Leone d'Oro) a la Mostra de Venècia (Mostra di Venezia) per Rashōmon.
- 1951 – "Oscar a la millor pel·lícula de parla no anglesa" per Rashomon.
- 1955 – "Lleó d'Argent" (Leone d'Argento) a la Mostra de Venècia per Shichinin no Samurai.
- 1975 – "Oscar a la millor pel·lícula de parla no anglesa" per Dersu Uzala.
- 1980 – "Palma d'Or" (Palme d'or) al Festival de Canes per Kagemusha.[51]
- 1982 – "Lleó d'Or" concedit per tota una carrera (alla carriera) en la Mostra de Venècia.
- 1984 – Legió d'honor francesa (Legion d'Honneur)
- 1990 – Oscar honorari per tota una carrera (Honorary Academy Award)
- 2006 – Premi especial en la X Celebració de cinema a l'Iran.